# 九连墩墓群
九连墩墓群位于中华人民共和国湖北省襄阳市枣阳市吴店镇东赵湖村与兴隆镇乌金村以西，地处一条南北走向的低岗上，共有九个封土堆，当地俗称“九连墩”。1957年第一次全国文物普查时与雕龙碑遗址一同被发现，现为全国重点文物保护单位。
2002年至2003年湖北省文物考古研究所对古墓群的1、2号墓祭陪葬的1、2号车马坑进行了抢救性发掘，初步断定该墓属于战国中晚期的楚国贵族墓葬。出土的文物包括青铜器、漆器、玉器、竹简等。

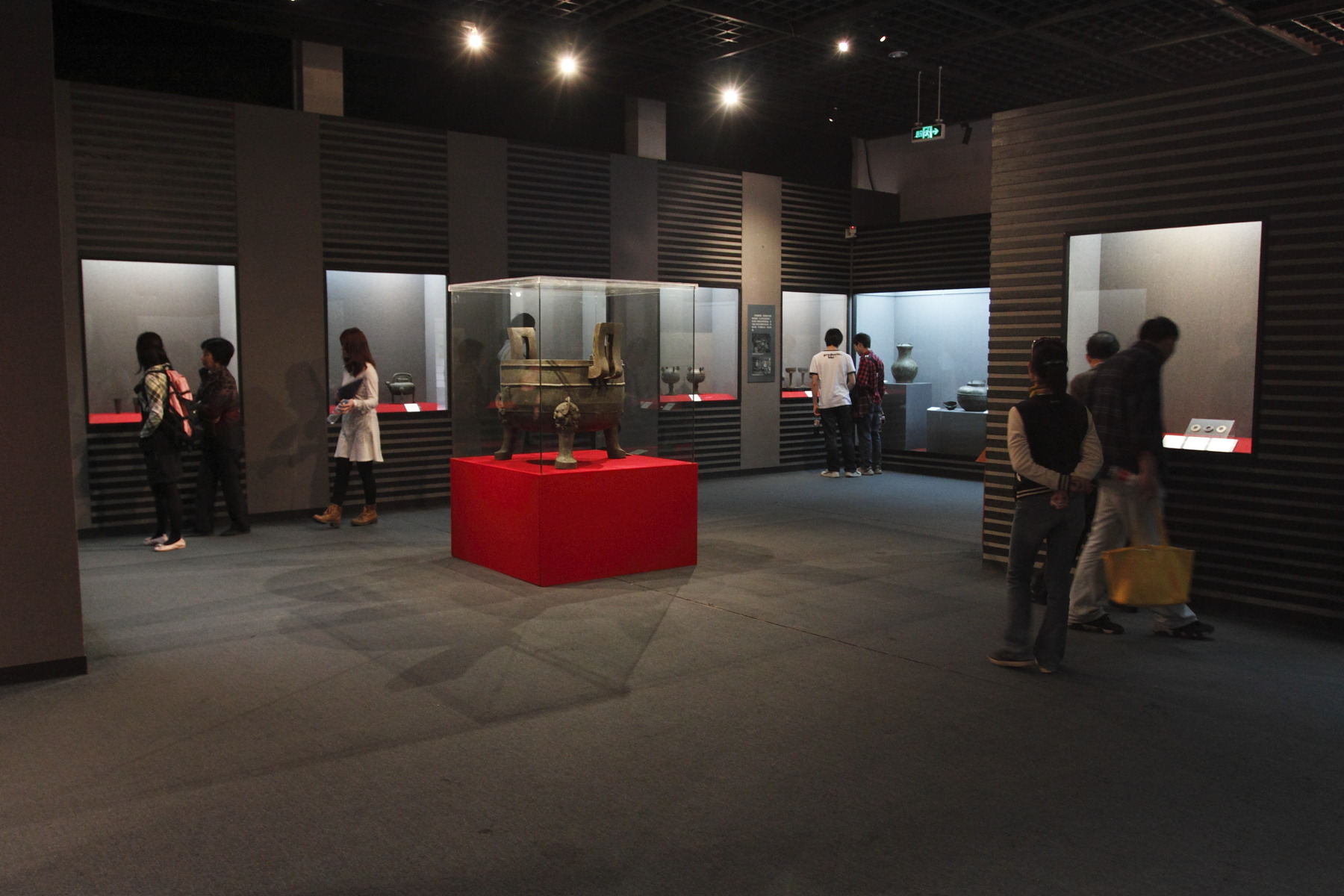
浙江省博物馆2011年4月举行九连墩楚墓出土文物特展

## 文物保护情况
1984年，被襄樊市人民政府列为襄樊市文物保护单位；1992年12月16日，以“九连墩古墓群”的名义被湖北省人民政府列为第三批湖北省文物保护单位；2006年5月25日，以“九连墩墓群”的名义被中华人民共和国国务院列为第六批全国重点文物保护单位。
其作为文物的保护范围为：九连墩墓群及周围一定范围。四至：东面至东赵湖村林场、村委会办公室、樊家湾自然村东侧、刘家湾自然村西侧，西面至耿家小河，南面至唐家祠堂自然村，北面至草庄自然村。
其作为文物的建设控制地带为：以保护范围四至为界，四周各向外延伸500米。（注：草木湾水库工程及淹没区不在九连墩墓群保护范围和建设控制地带之内。）